# Will Stevens
William Stevens, mais conhecido como Will Stevens (Rochford, 28 de junho de 1991) é um automobilista britânico nascido na Inglaterra. 
Competiu em categorias como a Eurocup Formula Renault 2.0, Toyota Racing Series e o Campeonato Britânico de Fórmula Renault. 
Na Fórmula 1, Stevens disputou, pela Caterham, o GP de Abu Dhabi de 2014, substituindo o piloto sueco Marcus Ericsson, que rescindira seu contrato com a escuderia anglo-malaia.
Beneficiado pela punição imposta a Sebastian Vettel e Daniel Ricciardo por irregularidades em seus carros, o inglês largou em 18º lugar e completou em 17º.
Foi anunciado pela equipe Marussia como piloto titular para a disputa da temporada de 2015 da Fórmula 1.
Stevens fez sua última corrida pela Manor no Grande Prêmio de Abu Dhabi de 2015, pois no ano seguinte vira a ser substituído por Pascal Wehrlein, então piloto de testes da Mercedes Grand Prix

## Resultados na Fórmula 1[5]
| Ano  | Equipe                 | Chassis        | Motor                       | 1      | 2      | 3      | 4      | 5      | 6      | 7      | 8       | 9      | 10      | 11     | 12     | 13     | 14     | 15     | 16      | 17     | 18     | 19     | Pontos | Posição  |
| ---- | ---------------------- | -------------- | --------------------------- | ------ | ------ | ------ | ------ | ------ | ------ | ------ | ------- | ------ | ------- | ------ | ------ | ------ | ------ | ------ | ------- | ------ | ------ | ------ | ------ | -------- |
| 2014 | Caterham F1 Team       | Caterham CT-05 | Renault Energy F1-2014 V6 t | AUS    | MAL    | BHR    | CHN    | ESP    | MON    | CAN    | AUT     | GBR    | GER     | HUN    | BEL    | ITA    | SIN    | JAP    | RUS     | USA    | BRA    | EAU 17 | 0      | NC (23º) |
| 2015 | Manor Marussia F1 Team | Marussia MR03  | Ferrari 059/3 1.6 V6 t      | AUS NP | MAL NL | CHN 15 | BHR 16 | ESP 17 | MON 17 | CAN 17 | AUT Ret | GBR 13 | HUN Ret | BEL 16 | ITA 15 | SIN 15 | JAP 19 | RUS 14 | USA Ret | MEX 16 | BRA 17 | EAU 18 | 0      | NC (21º) |

## 24 Horas de Le Mans[6]
| Ano  | Equipe                    | Nº | Co-Pilotos                              | Chassi                        | Pneus | Classe   | Voltas | Posição Geral | Posição Na Categoria |
| Ano  | Equipe                    | Nº | Co-Pilotos                              | Motor                         | Pneus | Classe   | Voltas | Posição Geral | Posição Na Categoria |
| ---- | ------------------------- | -- | --------------------------------------- | ----------------------------- | ----- | -------- | ------ | ------------- | -------------------- |
| 2016 | G-Drive Racing            | 26 | Roman Rusinov René Rast                 | Oreca 05                      | D     | LMP2     | 357    | 6º            | 2º                   |
| 2016 | G-Drive Racing            | 26 | Roman Rusinov René Rast                 | Nissan VK45DE 4.5 L V8        | D     | LMP2     | 357    | 6º            | 2º                   |
| 2017 | JMW Motorsport            | 84 | Robert Smith Dries Vanthoor             | Ferrari 488 GTE               | M     | LMGTE Am | 333    | 26º           | 1º                   |
| 2017 | JMW Motorsport            | 84 | Robert Smith Dries Vanthoor             | Ferrari F154CB 3.9 L Turbo V8 | M     | LMGTE Am | 333    | 26º           | 1º                   |
| 2018 | Panis-Barthez Compétition | 23 | Julien Canal Timothé Buret              | Ligier JS P217                | M     | LMP2     | 352    | 13º           | 9º                   |
| 2018 | Panis-Barthez Compétition | 23 | Julien Canal Timothé Buret              | Gibson GK428 4.2 L V8         | M     | LMP2     | 352    | 13º           | 9º                   |
| 2019 | Panis Barthez Competition | 23 | René Binder Julien Canal                | Ligier JS P217                | D     | LMP2     | 362    | 13º           | 8º                   |
| 2019 | Panis Barthez Competition | 23 | René Binder Julien Canal                | Gibson GK428 4.2 L V8         | D     | LMP2     | 362    | 13º           | 8º                   |
| 2020 | Jackie Chan DC Racing     | 37 | Gabriel Aubry Ho-Pin Tung               | Oreca 07                      | G     | LMP2     | 141    | DSQ           | DSQ                  |
| 2020 | Jackie Chan DC Racing     | 37 | Gabriel Aubry Ho-Pin Tung               | Gibson GK428 4.2 L V8         | G     | LMP2     | 141    | DSQ           | DSQ                  |
| 2021 | Panis Racing              | 65 | James Allen Julien Canal                | Oreca 07                      | G     | LMP2     | 362    | 8º            | 3º                   |
| 2021 | Panis Racing              | 65 | James Allen Julien Canal                | Gibson GK428 4.2L V8          | G     | LMP2     | 362    | 8º            | 3º                   |
| 2022 | Reino Unido Jota          | 38 | Roberto González António Félix da Costa | Oreca 07                      | G     | LMP2     | 369    | 5º            | 1º                   |
| 2022 | Reino Unido Jota          | 38 | Roberto González António Félix da Costa | Gibson GK428 4.2 L V8         | G     | LMP2     | 369    | 5º            | 1º                   |
| 2023 | Hertz Team Jota           | 38 | António Félix da Costa Ye Yifei         | Porsche 963                   | M     | Hypercar | 244    | 40º           | 13º                  |
| 2023 | Hertz Team Jota           | 38 | António Félix da Costa Ye Yifei         | Porsche 9RD 4.6 L Turbo V8    | M     | Hypercar | 244    | 40º           | 13º                  |